# Norris Lake Provincial Park
Norris Lake Provincial Park är en park i Kanada.   Den ligger i provinsen Manitoba, i den sydöstra delen av landet, 1 700 km väster om huvudstaden Ottawa. Norris Lake Provincial Park ligger 270 meter över havet. Den ligger vid sjön Crescent Lake.
Terrängen runt Norris Lake Provincial Park är mycket platt. Runt Norris Lake Provincial Park är det mycket glesbefolkat, med 6 invånare per kvadratkilometer.. 
Omgivningarna runt Norris Lake Provincial Park är en mosaik av jordbruksmark och naturlig växtlighet.